# Eye of GNOME
Eye of GNOME (EOG) è il visualizzatore di immagini predefinito di GNOME. A differenza di altri visualizzatori di immagini, Eye of GNOME permette solo di visualizzare e di applicare semplici effetti alle immagini, come lo zoom, la visualizzazione a pieno schermo, la rotazione e il controllo della trasparenza del colore di sfondo.

## Formati supportati
Eye of GNOME gestisce immagini nei seguenti formati di file:
- ANI - Icone animate
- BMP - Windows Bitmap
- GIF - Graphics Interchange Format
- ICO - Piccole icone
- JPEG - Joint Photographic Experts Group
- PCX - PC Paintbrush
- PNG - Portable Network Graphics
- PNM - Portable Anymap from the PPM Toolkit
- RAS - Sun Raster
- SVG - Scalable Vector Graphics
- TGA - Targa
- TIFF - Tagged Image File Format
- WBMP - Wireless Application Protocol Bitmap Format
- XBM - X BitMap
- XPM - X PixMap

Il supporto al formato GIF è stato aggiunto nel 2010 con GNOME 2.29, mentre il completo supporto al formato SVG (Scalable Vector Graphics) è stato aggiunto sempre nel 2010 con la versione 2.31.1. Fino ad allora le immagini SVG erano prima convertite in grafica raster, con conseguente perdita di qualità.